# 安邑郡
安邑郡，中国南北朝时设置的郡。
北周分河北郡置安邑郡，隶属于虞州，治所在夏县（今山西夏县），下辖夏县、安邑县。辖境相当今山西运城市东部及夏县等地。隋文帝开皇三年（583年）废除安邑郡，夏县、安邑县直属虞州。隋恭帝义宁元年（617年）复置安邑郡，治所在安邑县（今山西运城市东北安邑），下辖安邑县、夏县、河北县、虞乡县。唐高祖武德元年（618年）改为虞州。